# 吉村優花 (バレーボール)
吉村 優花（よしむら ゆうか、2003年2月5日 - ）は、日本の女子バレーボール選手である。

## 来歴
高知県出身。高知高等学校時代は全日本高等学校選手権大会（春高バレー）に出場。
順天堂大学では4年生で副主将を務めた。
2024年12月、アランマーレ山形への入団内定が発表された。
2025年1月18日、2024-25シーズン第13節のヴィクトリーナ姫路戦に内定選手としてSVリーグ初出場。

## 所属チーム
- 越知町立越知中学校（2015-2018年）
- 高知高等学校（2018-2021年）
- 順天堂大学（2021-2025年）
- アランマーレ山形（2025年-）